# Nick Cheung
Nick Cheung Ka-Fai (cinese tradizionale: 張家輝; cinese semplificato: 张家辉; Hong Kong, 2 dicembre 1964) è un attore cinese.
È sposato con l'attrice Esther Kwan Wing Ho, ed i due hanno una figlia di nome Brittany.
Ha iniziato la sua carriera cinematografica con la compagnia di produzione di Danny Lee. Nel suo primo film, "Thank you, Sir!", interpreta uno studente della Royal Hong Kong Cadet School. Ha lavorato, dal 1989 al 1994, alla stazione televisiva ATV World. In seguito, si spostò al canale TVB. Dopo aver lavorato a TVB, nel 2001 ha dedicato la sua carriera essenzialmente al cinema. Il suo successo è stato costruito sulle commedie di Wong Jing, ma ha in seguito accettato ruoli drammatici a partire dal 2003.
Ha interpretato numerosi ruoli vari dal gangster al poliziotto al pugile.
È stato nominato per il suo primo Hong Kong film award nel 1999, premio vinto nel 2009 con il film "The Beast Stalker".

## Filmografia
- The Informer (1980)
- Thank You Sir (1989)
- Against All (1990)
- What a Hero (1992)
- Raped by an Angel (1993)
- Born Innocent (1994)
- Shoot to Kill (1994)
- Ah Kam (1996) - Whacko
- A Recipe for the Heart (1997) Serie televisiva
- Healing Hands (1998) Serie televisiva
- The Conman (1998)
- The Lord of Amusement (1999)
- Raped by an Angel 4: The Raper's Union (1999)
- The King of Debt Collecting Agent (1999)
- He Is My Enemy, Partner, and Father-In-Law (1999)
- The Tricky Master (1999)
- Prince Charming (1999)
- The Conmen in Vegas (1999)
- Game of Deceit (騙中傳奇) (TVB, 1999)
- My Name Is Nobody (2000)
- The Duel (2000)
- Clean My Name, Mr. Coroner! (2000)
- Conman in Tokyo (2000)
- The Teacher Without Chalk (2000)
- Love Correction (2000)
- Runaway (2001)
- Day Off (2001)
- Every Dog Has His Date (2001)
- Time 4 Hope (2002)
- Happy Family (2002)
- Fate Fighter (2003)
- Visioni di morte (心寒, Xinhan), regia di Billy Chung (2003)
- The Last Breakthrough (2004)
- Breaking News (2004)
- Election (2005)
- Taming Of The Shrew (2005)
- Election 2 (2006)
- On the Edge (2006)
- Exiled (2006)
- Wise Guys Never Die (2006)
- Sweet Revenge (2007)
- Exodus (2007)
- My Wife Is A Glambling Maestro (2008)
- Connected (2008)
- The Beast Stalker (2008)
- Red River (2009)
- Unbeatable (2013)
- Sat luen gap yeung (2014)